# Emmanuel Benner
Emmanuel Benner (Mulhouse, 28 marzo 1836 – Nantes, 24 settembre 1896) è stato un pittore francese.

## Biografia

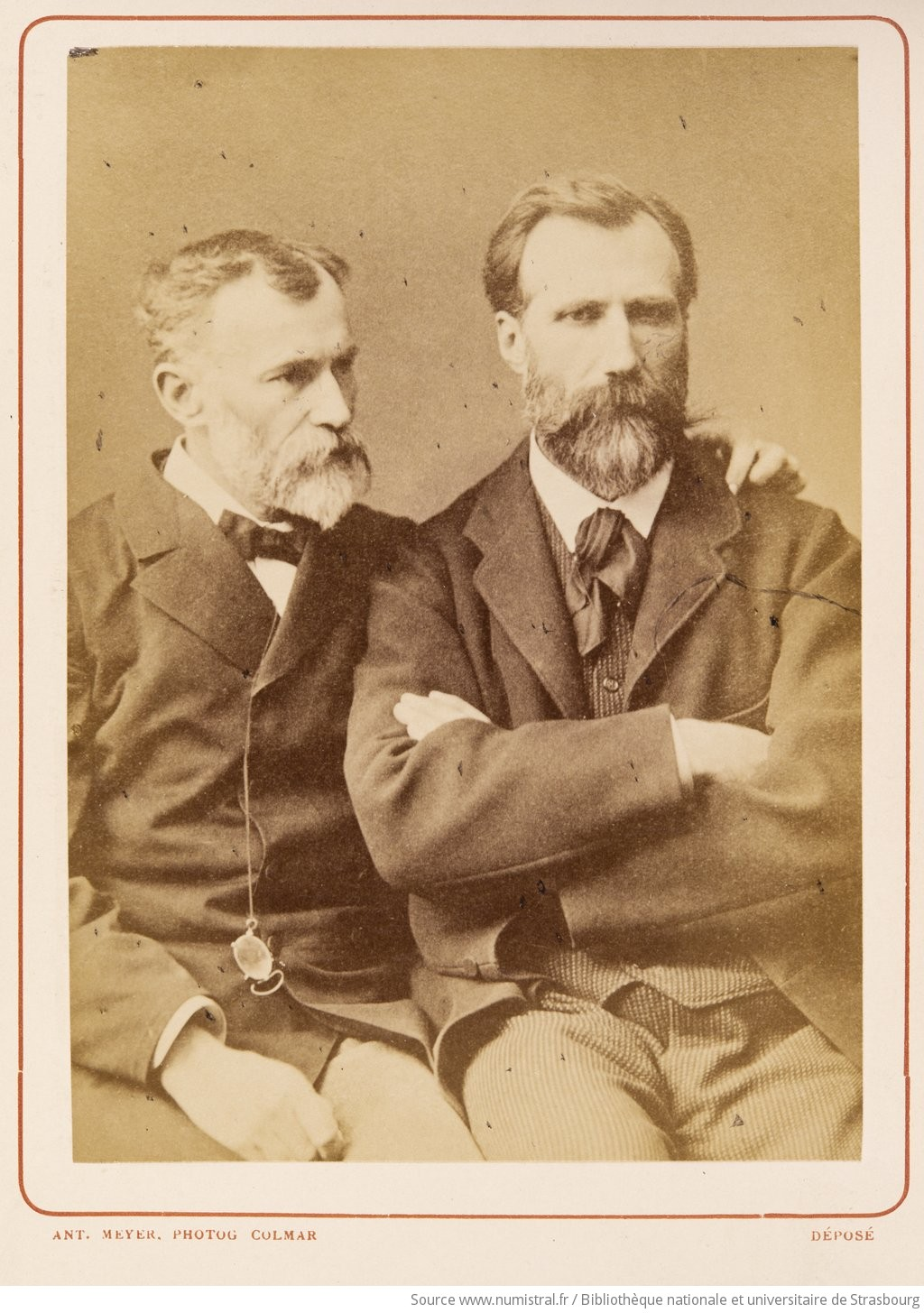
Emmanuel e Jean Benner.

Emmanuel Benner nacque in Alsazia ed era il figlio di Jean Benner-Fries, lui stesso da padre creatore di disegni industriali, e di una donna che apparteneva a una famiglia di pittori. Anche il suo fratello gemello Jean fu un pittore, così come il figlio di quest'ultimo Emmanuel Michel (che firmò le sue tele come "Many Benner" per evitare qualsiasi confusione con lo zio). Non si conosce alcuna sua discendenza, quindi potrebbe essere rimasto celibe.
Egli fu un ritrattista e un pittore di nudi femminili, oltre che l'autore di molti paesaggi nei quali gli ambienti boschivi hanno una grande importanza (come nelle scene di caccia). Infatti, molti suoi dipinti hanno come soggetto degli uomini della Preistoria. Egli frequentò certi pittori impressionisti come Degas, che ritrasse sua sorella Elisabeth Benner de Rutté.
Emmanuel e Jean Benner dapprima lavorarono nello studio del padre, poi furono dei collaboratori del ceramista Théodore Deck e decorarono dei suoi piatti e stoviglie. In particolare, Emmanuel Benner fu l'autore delle decorazioni a rondine che vennero riprese in seguito da un altro collaboratore di Deck, Ernest Carrière. Questo motivo valse a Deck una medaglia d'argento all'esposizione universale di Vienna del 1873. Alcuni esemplari di queste decorazioni su dei piatti si possono ammirare al museo Théodore Deck di Guebwiller, mentre uno è finito al Walters Art Museum di Baltimora.
In Bretagna egli contrasse una malattia infettiva durante un viaggio di studi in famiglia e si spense a Nantes nel 1896. Benner è sepolto al cimitero di Père-Lachaise di Parigi, nella sessantaquattresima divisione.

## Opere
- Amiens: Le repos, 1881.[1]

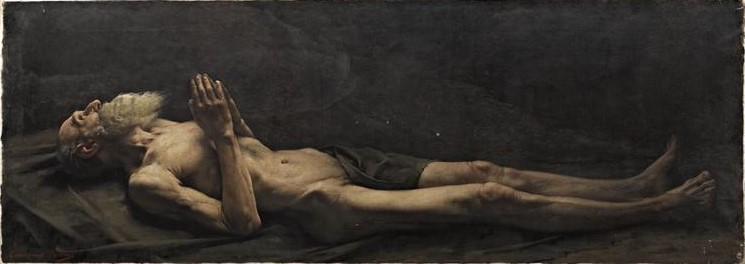
San Girolamo, ante 1896

- Colmar, Museo di Unterlinden: L'allerta, 1892.
- Évreux: Dormiente.
- Le Havre: Venus apparaissant aux trois Graces, 1894.[7]
- Limoux: Cacciatori in attesa, 1879.
- Mulhouse, museo di belle arti: Apollo e Dafne; Abitazione lacustre, 1878; Ninfe, 1883; Ritratto di Daniel Dollfus; Giovane donna in costume di Capri, ante 1896.
- Nantes, museo delle belle arti: L'immortalité dans ta mort.[8]
- Parigi, museo d'Orsay: San Girolamo, ante 1896.
- Rouen, museo delle belle arti: Girolamo; Le bagnanti.
- Strasburgo, museo di arte moderna e contemporanea: Maria Maddalena nel deserto, 1886.

I dipinti Leda col cigno (1888) e La perdita dell'Alsazia-Lorena (1895) sono conservati in collezioni private.

## Galleria d'immagini

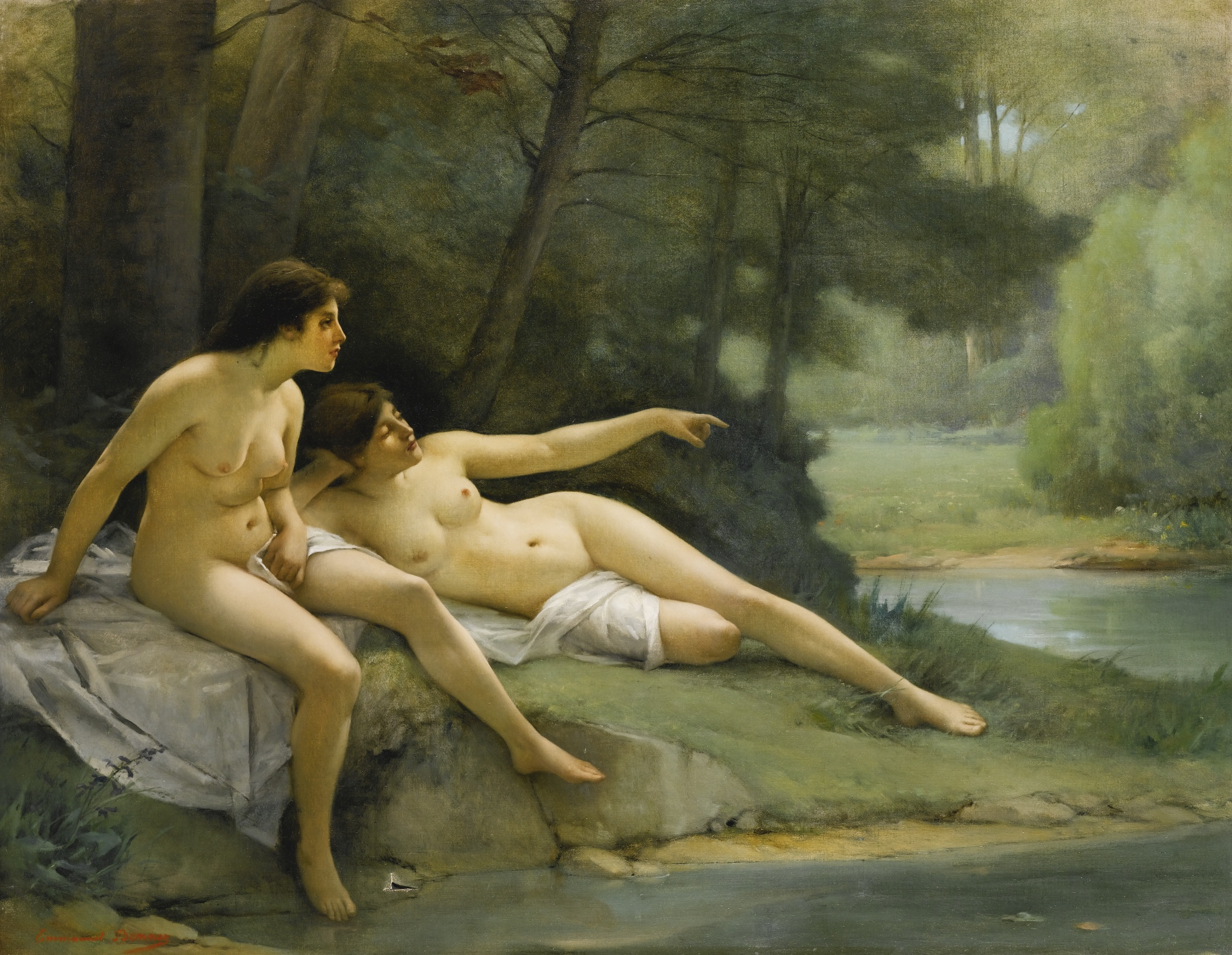
Nudi nel bosco, data sconosciuta
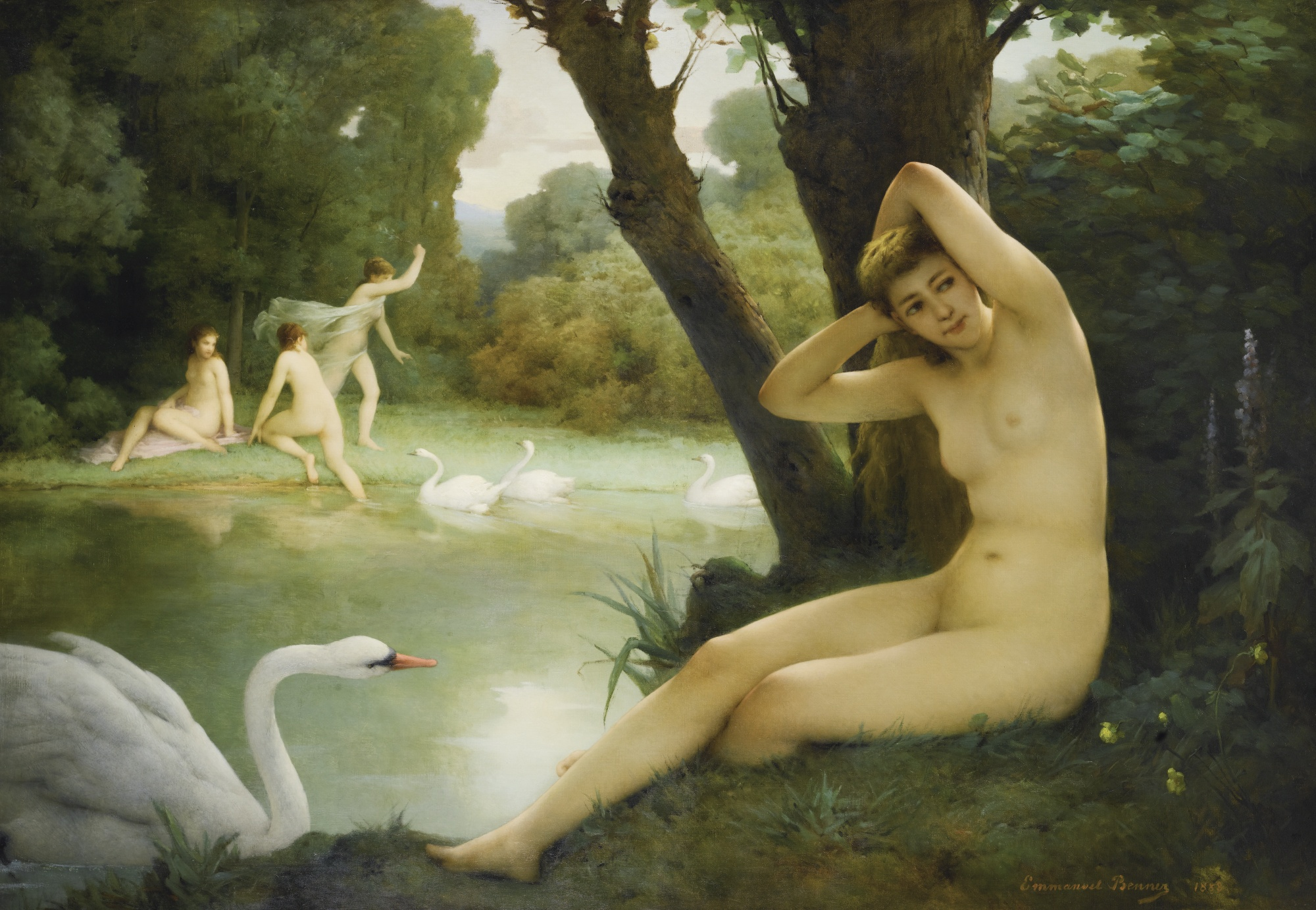
Leda col cigno, 1888
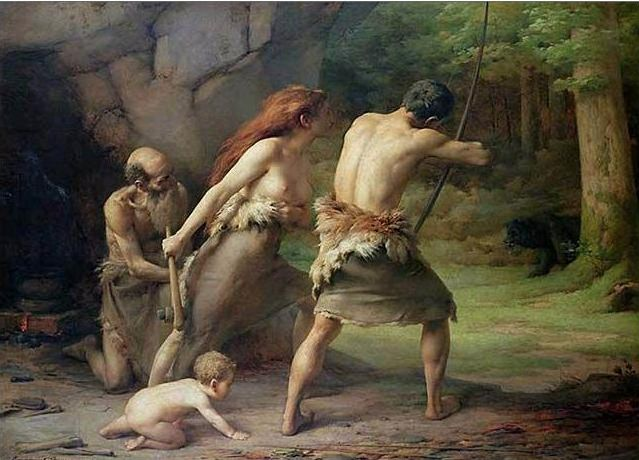
L'allerta, 1892
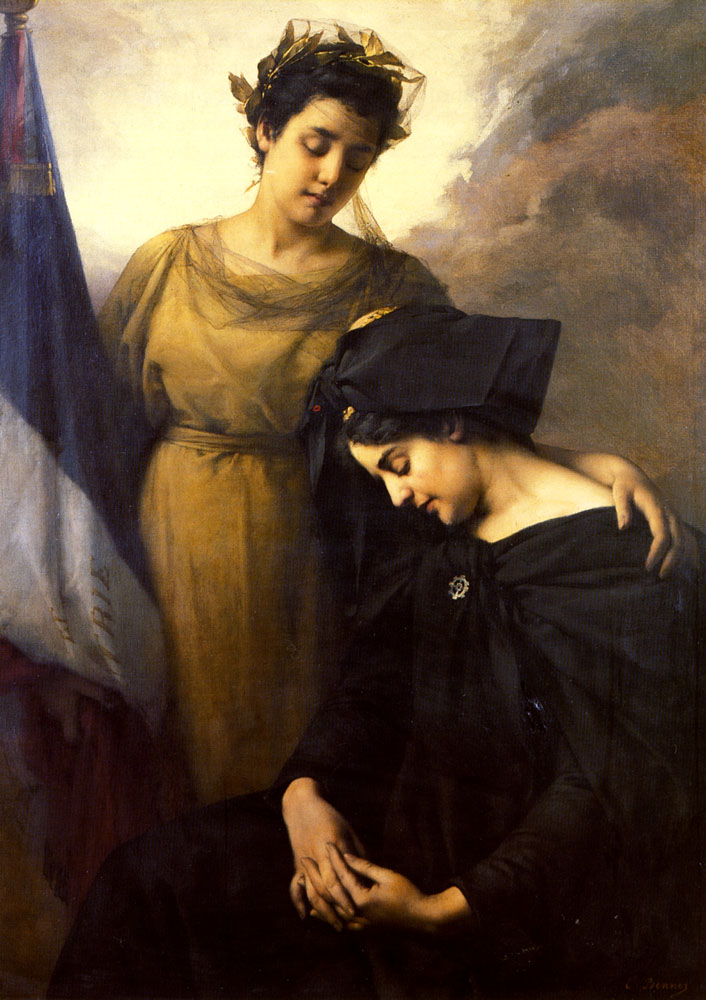
La perdita dell'Alsazia-Lorena, 1895